# Oie d'Arzamas
L'oie d'Arzamas (Арзамасская) est une race d'oie domestique originaire des environs d'Arzamas en Russie, près de Nijni Novgorod.

## Histoire
Cette oie a été sélectionnée à partir du XVIIe siècle, d'abord comme oie de garde et de combat (à partir de l'oie combattante de Toula), et oie à rôtir, autour d'Arzamas, puis dans les villages des environs de Nijni Novgorod, grande ville de marché à la confluence de l'Oka et de la Volga. Son immense marché, notamment agricole, était très important jusqu'à la Révolution russe et la foire de Nijni Novgorod (dont Alexandre Dumas fait la description) drainait aussi bien des marchandises venues de toute l'Europe que des marchandises venues de Chine (le thé notamment). Au XIXe siècle, cette oie est sélectionnée exclusivement pour sa chair à rôtir, et elle est élevée sur les bords de l'Oka et de ses affluents.
Décimée par la Seconde Guerre mondiale, l'oie d'Arzamas reprend vie après 1949 et aujourd'hui c'est devenu une race assez répandue en Russie.

## Description
L'oie d'Azarmas présente un plumage abondant, surtout blanc, parfois gris. Sa tête est arrondie sur un long cou qui se courbe élégamment. Elle a un torse long et compact, une poitrine large et arrondie. Son bec et ses tarses sont orange. À l'âge adulte, le jars atteint 7,5 kg à 8,5 kg, la femelle 6 kg à 7 kg. Elle pond entre 20 et 25 œufs par an de 173 grammes en moyenne. Cette race a un bon instinct de reproduction,.